# Мозоля
Мозо́ля або мозо́ль, род. відм. мозоля (лат. callus, clavus) — розрощення рогового шару шкіри у місцях, що зазнають тривалого тиснення або тертя. Переважно трапляються на руках і ногах.
Розрізнюють тверді мозолі і м'які. Тверда (або суха) мозоля постає у вигляді зроговілих ділянок шкіри і пов'язана зі змертвінням клітин епітелію. М'яка (мокра) мозоля є  кулястим виступом на поверхні шкіри, наповненим лімфою. Мокрі мозолі також називають пухирами (лат. bulla).

## Види

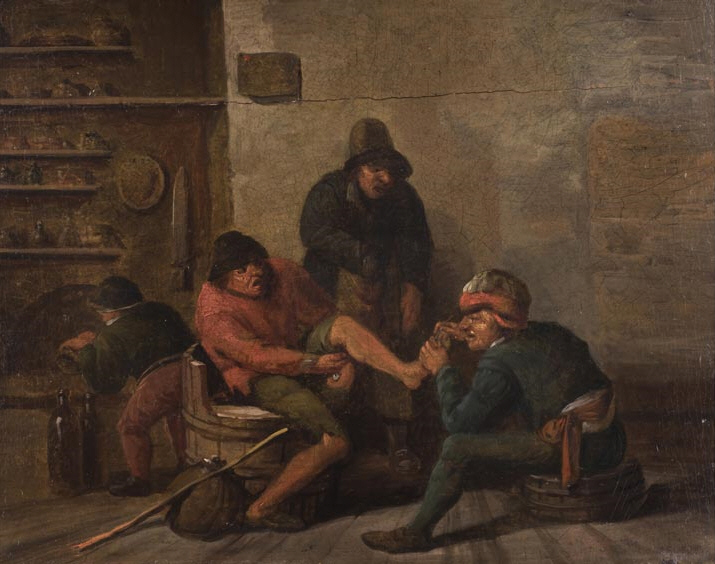
«Видалення мозоль на ногах цирульником». XVII ст. Приписується Йосу ван Красбеку

Сухі мозолі можна розділити на пласкі і клиноподібні. Пласка мозоля (лат. callus) являє собою ділянку зроговілої шкіри. Клиноподібна (або стриженева) мозоля (лат. clavus) відрізняється тим, що має у центрі клиноподібний виріст (стрижень), спрямований верхівкою вглиб тканин, який завдає при натисненні досить сильного болю.

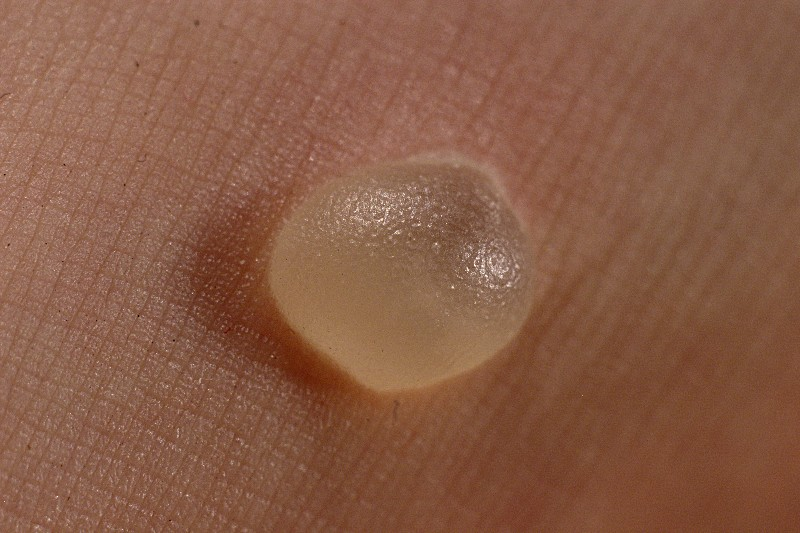
Мокра мозоля-пухир

Сухі мозолі на ступнях ніг часто називають натоптнями (втім, засвідчене словниками значення цього слова — «утоптаний сніг»). Причиною натоптнів часто є не натирання, а тривале тиснення на ділянку шкіри, спричинене нерівномірним навантаженням на стопу. У західних діалектах мозолі відомі як нагні́тки (однина нагніток або нагнітка, пор. пол. nagniotek, діал. nagniotka).

## Лікування та профілактика
У концентраціях 10-20 % саліцилова кислота виявляє кератопластичну дію (розпушує і відокремлює епідерміс).
Для запобігання мозолям на руках використовують захисні рукавички, натирають руки тальком. Щоб уникнути мозолів на ногах, треба ретельно підбирати взуття за розміром, усувати складки на шкарпетках. Оскільки мозолі утворюються частіше на вологій шкірі, необхідно тримати взуття, а також шкарпетки (онучі) в сухості, забезпечувати вентиляцію стоп у літній період.